# Datuk
 (avril 2022).
Si vous disposez d'ouvrages ou d'articles de référence ou si vous connaissez des sites web de qualité traitant du thème abordé ici, merci de compléter l'article en donnant les références utiles à sa vérifiabilité et en les liant à la section « Notes et références ».
 (avril 2022).
La mise en forme du texte ne suit pas les recommandations de Wikipédia : il faut le « wikifier ».
Les points d'amélioration suivants sont les cas les plus fréquents :
- Les titres sont pré-formatés par le logiciel. Ils ne sont ni en capitales, ni en gras.
- Le texte ne doit pas être écrit en capitales (les noms de famille non plus), ni en gras, ni en italique, ni en « petit »…
- Le gras n'est utilisé que pour surligner le titre de l'article dans l'introduction, une seule fois.
- L'italique est rarement utilisé : mots en langue étrangère, titres d'œuvres, noms de bateaux, etc.
- Les citations ne sont pas en italique mais en corps de texte normal. Elles sont entourées par des guillemets français : « et ».
- Les listes à puces sont à éviter, des paragraphes rédigés étant largement préférés. Les tableaux sont à réserver à la présentation de données structurées (résultats, etc.).
- Les appels de note de bas de page (petits chiffres en exposant, introduits par l'outil «  Source ») sont à placer entre la fin de phrase et le point final[comme ça].
- Les liens internes (vers d'autres articles de Wikipédia) sont à choisir avec parcimonie. Créez des liens vers des articles approfondissant le sujet. Les termes génériques sans rapport avec le sujet sont à éviter, ainsi que les répétitions de liens vers un même terme.
- Les liens externes sont à placer uniquement dans une section « Liens externes », à la fin de l'article. Ces liens sont à choisir avec parcimonie suivant les règles définies. Si un lien sert de source à l'article, son insertion dans le texte est à faire par les notes de bas de page.
- La présentation des références doit suivre les conventions bibliographiques. Il est recommandé d'utiliser les modèles {{Ouvrage}}, {{Chapitre}}, {{Article}}, {{Lien web}} et/ou {{Bibliographie}}. Le mode d'édition visuel peut mettre en forme automatiquement les références.
- Insérer une infobox (cadre d'informations à droite) n'est pas obligatoire pour parachever la mise en page.

Pour une aide détaillée, merci de consulter Aide:Wikification.
Si vous pensez que ces points ont été résolus, vous pouvez retirer ce bandeau et améliorer la mise en forme d'un autre article.
Datuk (ou sa variante Dato ou Datu) est un titre malais couramment utilisé au Brunei et en Malaisie, ainsi qu'un titre traditionnel du peuple Minangkabau en Indonésie.
Le titre de l'épouse du Datuk est Datin.

## Origine
Les plus anciens documents historiques mentionnant le titre de datuk sont les inscriptions Srivijayan du VIIe siècle telles que Telaga Batu pour décrire les rois mineurs ou les rois vassalisés. Il était appelé dātu dans la langue malaise ancienne pour décrire un chef régional ou un aîné, une sorte de chef qui dirige un ensemble de kampungs (villages) appelés Kedatuan. L'empire de Srivijaya était décrit comme un réseau ou mandala composé de colonies, de villages et de ports, chacun dirigé par un datu qui avait juré fidélité (persumpahan) à l'administration centrale du Maharaja Srivijayan. Contrairement aux titres indianisés de raja et de maharaja, le terme datuk se retrouve également aux Philippines sous la forme de datu, ce qui suggère son origine commune austronésienne. Les termes kadatwan ou kedaton font référence à la résidence du datuk, équivalents à keraton et istana. Plus tard, dans la culture javanaise de Mataram, le terme kedaton a évolué pour désigner l'enceinte privée intérieure du keraton, le complexe résidentiel du roi et de la famille royale.

## Usage

### Titre des distinctions honorifiques
Au Brunei et en Malaisie, Datuk ou Dato est lié aux ordres de chaque pays (darjah kebesaran). En général, il s'agit d'un titre ou du préfixe d'un titre donné à une personne lorsqu'on lui confère certains ordres d'honneur. Le pouvoir de conférer l'ordre, et donc le titre, appartient au souverain du pays (le sultan au Brunei et le Yang Di-Pertuan Agong en Malaisie pour les ordres fédéraux) ainsi qu'aux chefs cérémoniels des États de Malaisie pour les ordres des États.
L'usage des variantes orthographiques "Datuk" et "Dato" est différencié de la manière suivante : "Datuk" est conféré par le Yang di-Pertuan Agong et Yang di-Pertua Negeri, le chef non héréditaire de l'État malaisien, qui est nommé par la législature de l'État. Quant au "Dato", il est conféré par un sultan, chef royal du Brunei et de certains États malaisiens, ainsi que par le Yamtuan Besar, chef royal de l'État malaisien de Negeri Sembilan.
Une femme qui se voit conférer l'ordre en son nom propre peut recevoir le titre dans lequel le mot "Datuk" ou "Dato" est remplacé par "Datin". Néanmoins, une femme peut toujours recevoir la forme masculine du titre.
L'épouse du mari qui s'est vu conférer le titre de Datuk ou de Dato reçoit le titre de "Datin". Toutefois, le mari de l'épouse qui se voit attribuer ce titre ne reçoit aucun titre lié à Datuk.
Certaines sources officielles suggèrent que le titre de Datuk ou de Dato peut être considéré comme l'équivalent du titre "Sir", qui est utilisé par les citoyens masculins du Commonwealth qui ont reçu un titre de chevalier britannique.
En 1808, un conseiller principal du sultan Tajuddin de Songkhla, dans l'actuelle Thaïlande, avait un conseiller/chancelier du nom de Datuk Maharaja. Cela montre l'utilisation précoce du titre.

### La tradition Minangkabau
En Indonésie, datuk désigne le titre honorifique de la communauté traditionnelle, en particulier chez les Malais et les Minangkabau. Il s'agit d'un titre réservé au chef de la communauté qui s'occupe des traditions et des affaires communautaires.
Dans la tradition Minangkabau, Datuk (ou Datuak) est un titre traditionnel et honorifique accordé à une personne par l'accord d'un peuple ou d'une tribu dans la langue Minangkabau, parlée par le peuple Minangkabau. Le titre de Datuk a été convenu par les chefs traditionnels locaux (Kerapatan Adat Nagari). Le titre engendre un grand respect et n'est utilisé que pour les hommes Minangkabau qui sont devenus des acteurs des chefs traditionnels ou penghulu (nobles) d'une tribu particulière. Lorsque le titre est décerné, il est célébré par une cérémonie traditionnelle (Malewa Gala) et un banquet.
Contrairement à d'autres traditions malaises, le titre de datuk au Minangkabau est hérité selon le système matrilinéaire. Lorsqu'un datuk meurt, son titre peut être transmis à son frère ou à son neveu, selon la personne la plus proche dans la lignée maternelle. S'il n'y a pas de parent maternel, il peut être donné à un autre membre de la tribu avec l'accord de la tribu.
Dans la tradition du peuple Toba Batak, un datu est un magicien-prêtre qui enseigne la divination et la magie via son livre, le pustaha.